# Замок Кола
Замок Кола (порт. Castelo de Cola) — руины средневековой крепости в Португалии около поселка Орике, Алентежу.

## История
Археологические исследования показывают, что освоение данного региона началось в период неолита. В дальнейшем окрестности поселка Орике были заняты финикийцами и карфагенянами, а затем римлянами.
Установить время строительства замка не представляется возможным. Историки считают, что он был построен в начале мусульманского господства, а во время Реконкисты перешел в руки португальцев в правление короля Афонсу III (1248—1279). Король приказал отремонтировать стены замка.
По неизвестным причинам замок был заброшен в XVI веке, что привело его к разрушению. 23 июня 1910 года руины замка Кола были объявлены национальным памятником. Пионером археологических раскопок здесь стал Абель Виана, который заинтересовался местной легендой о потерянном заколдованном мавританском сокровище. Археологические исследования, начатые Вианой в 1958 году, были приостановлены после его смерти в 1964 года.

## Архитектура
В каменных руинах обнаружен вход в подземелье, однако оно в настоящее время затоплено, что делает невозможным его исследование. Сохранились останки одной из башен, а также ворот в замок.